# Аврелий и Наталия
Аврелий и Наталия (казнены в 852 году) — святые мученики Кордовские, память 27 июля.
Святой Аврелий, согласно его житию, написанному св. Евлогием Толедским, родился в семье мавра и испанки и сиротствовал с малых лет. Своей тётей он был тайно воспитан в Христовой вере во времена преследования христиан со стороны мавров. Св. Аврелий женился на женщине по имени Сабигото (Sabigotho), наполовину мавританке. Она приняла имя Наталия, обратившись во Христову веру. Свв. Аврелий и Наталия, вместе со своим другом, монахом Георгием из Иерусалима, были обезглавлены в Кордове в середине IX века.